# Owen Lewis
Owen Lewis (latinizzato in Audœnus Ludovisi) (Llangadwaladr, 15 dicembre 1533 – Roma, 14 ottobre 1595) è stato un vescovo cattolico e diplomatico gallese.

## Biografia
Nacque il 15 dicembre 1533 nel borgo di Llangadwaladr, nell'isola di Anglesey; nel 1547 studiò al Winchester College e nel 1554 al New College di Oxford.
Fu canonico di Cambrai, funzionario del capitolo e arcidiacono ad Hainault.
Dal 1580 al 1584 fu presente a Milano, probabilmente come amministratore o vicario, a fianco di Carlo Borromeo.
Con un accordo fra papa Sisto V e Filippo II di Spagna il 3 febbraio 1588 fu eletto vescovo di Cassano all'Jonio. Nel 1591 venne anche nominato nunzio apostolico in Svizzera.
Morì a Roma il 14 ottobre 1595 e fu sepolto nella cappella del Venerabile Collegio Inglese, dove fu eretto un monumento in sua memoria. Nel 1595 il teologo Thomas Stapleton gli dedicò il suo Promptuarium Catholicum.

## Genealogia episcopale
La genealogia episcopale è:
- Cardinale Nicolas de Pellevé
- Vescovo Owen Lewis